# Puka-Puka
Puka-Puka je malý korálový atol v severovýchodní části souostroví Tuamotu. Někteří autoři ho řadí k Ostrovům zklamání.
Je velmi izolovaný, nejblížší další ostrov je 182 km vzdálený atol Fakahina. Má rozlohu asi 5 km² při maximální délce 6 km a maximální šířce 3,3 km. Většina plochy laguny byla zanesena usazeninami.
Ostrov je francouzským územím a má status obce, která spadá pod administrativní celek souostroví Tuamotu-Gambier, který je součástí Francouzské Polynésie. Sídlem správy obce je vesnice Teone-Mahina. V roce 2017 žilo na atolu 163 obyvatel.
Na ostrově se nachází stejnojmenné letiště otevřené v roce 1979 a modernizované v letech 2011 a 2014.